# Конституционный суд Приднестровской Молдавской Республики
Конституционный Суд Приднестровской Молдавской Республики — орган конституционного судебного контроля непризнанной Приднестровской Молдавской Республики. Образован 12 июня 2002 года на основании изменений, внесённых в Конституцию Приднестровья в 2000 году. До этого времени функцию органа конституционного контроля исполнял Верховный Суд ПМР.

## История
Первая Конституция Приднестровской Молдавской Республики сформулировала положения о судебной власти и установила порядок формирования судебных органов. Однако образование отдельного самостоятельного органа конституционного контроля - Конституционного суда- первая Конституция ПМР не предусматривала. Его функции осуществлял Верховный суд республики.
Вместе с тем строительство демократического правового государства требовало создания независимого Конституционного суда.
Конституционный суд - первый в истории Приднестровской Молдавской Республики орган конституционного контроля - образован 12 июня 2002 года. Он был создан на основании изменений, внесенных в Конституцию ПМР 30 июня 2000 года.
Образование в Приднестровской Молдавской Республике Конституционного суда явилось не только важным, но и абсолютно необходимым элементом в развитии конституционного строя государства.
12 июня 2002 года состоялось торжественное заседание Верховного Совета Приднестровской Молдавской Республики. Шесть судей Конституционного суда принесли Присягу и приступили к исполнению своих полномочий.
25 января 2013 года состоялось открытие нового здания Конституционного суда ПМР.

## Состав

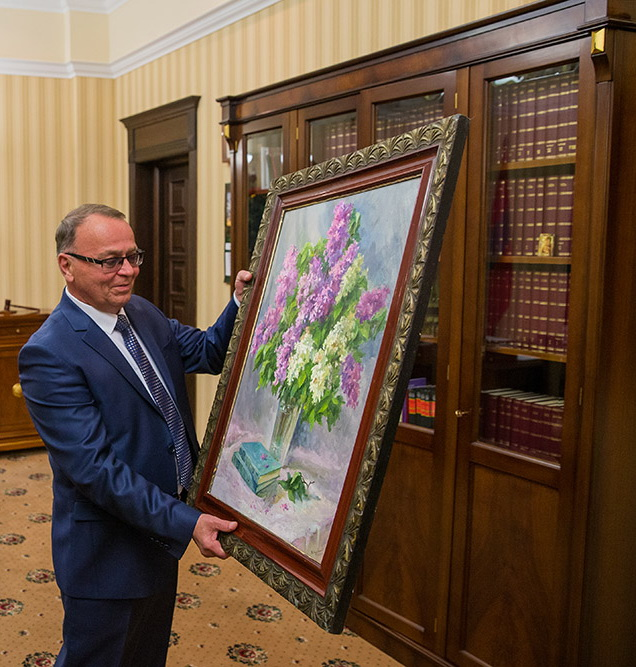
Олег Кабалоев — Председатель Конституционного суда с 2009 года

Конституционный суд состоит из шести судей, назначаемых по два судьи Президентом, Верховным Советом и съездом судей ПМР на 7 лет. Судьи при назначении должны быть в возрасте от 40 до 58 лет, иметь высшее юридическое образование и стаж работы по юридической специальности либо деятельности в области права не менее 10 лет. Председателя Конституционного суда из числа его судей назначает Верховный Совет по представлению Президента.
Судьи КС на июль 2021 года:
- Кабалоев, Олег Кантемирович — Председатель
- Карамануца Виктор Иванович — заместитель Председателя
- Тульба Виктор Кириллович
- Томачинская Галина Николаевна
- Стародуб Николай Иванович
- Степанов Сергей Михайлович — судья-секретарь

## Функции

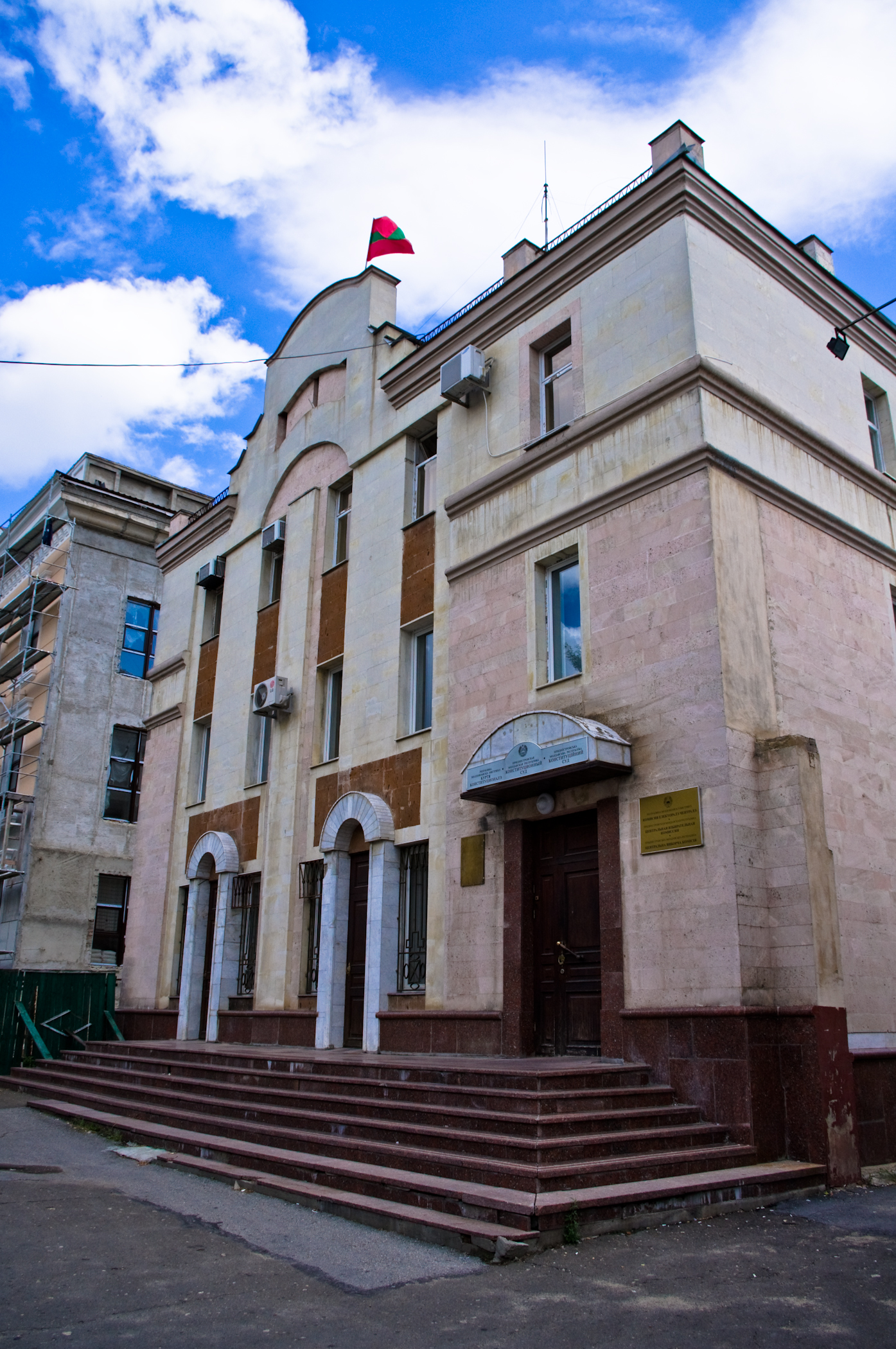
Временное здание КС ПМР в Тирасполе

Конституционный суд гарантирует верховенство Конституции Приднестровской Молдавской Республики, обеспечивает соблюдение принципа разделения властей, гарантирует ответственность государства перед гражданином и гражданина перед государством.
Конституционный суд в части осуществления конституционного контроля разрешает дела о конституционности:
- законов Приднестровской Молдавской Республики (в том числе конституционных), а также правовых актов, принимаемых Верховным Советом;
- правовых актов Президента Приднестровской Молдавской Республики, министерств, ведомств и иных органов государственной власти, местного самоуправления в Приднестровской Молдавской Республике, в том числе в части необходимости разрешения споров о компетенции между органами различных ветвей государственной власти;
- международных договоров Приднестровской Молдавской Республики;
- правоприменительной практики;
- деятельности выборных органов и должностных лиц местного самоуправления в части принимаемых ими решений и правовых актов.

Порядок организации и деятельности Конституционного суда ПМР, соблюдаемые им процедуры и иные вопросы регулируются конституционным законом ПМР.

## Председатели КС
- Григорьев, Владимир Анатольевич с 2002 года по 2009 год
- Кабалоев, Олег Кантемирович  с 2010 года[3] по н. в.